# 컴패니에이아이
컴패니에이아이(Company A.I.)는 2016년 8월 1일에 창업한 대한민국의 인공지능 기업이다. 2016년 8월 1일 강지훈, 박우명, 고석현 등으로 구성된 멤버들이 창업하였으며, 2017년 네이버에 인수되었다.